# Sworn to a Great Divide
Sworn to a Great Divide ist das siebte Studioalbum der schwedischen Göteborg- bzw. Modern-Metal-Band Soilwork. Es ist zudem das erste Album ohne Gitarrist Peter Wichers, welcher die Band 2005 verlassen hat.

## Wissenswertes
Nach dem großen Erfolg des Vorgängeralbums Stabbing the Drama und dem Abgang des Urgitarristen Peter Wichers herrschte Ungewissheit, ob Soilwork ihr Niveau halten konnten. Auf diesem Album schrieb überwiegend Ola Frenning die Gitarrenteile. Es wurde bis auf die Gesangsteile in den Not Quite Studios, Helsingborg, aufgenommen. Die Gesangsteile wurden von Devin Townsend produziert. Das Album gilt als bislang größter kommerzieller Erfolg der Band, es konnte sich erstmals in den US-Charts platzieren. Es wurde auch mit einer zusätzlichen DVD ausgeliefert.

## Rezeption
Auf Allmusic.com schrieb Thom Jurek, Sworn to a Great Divide fühle sich wie die „natürliche Erweiterung“ von Alben wie Stabbing the Drama an. Der schwere, fast orchestrale Sound zerstöre aber etwas die „Heaviness“ früherer Veröffentlichungen wie Natural Born Chaos. Es gebe aber keinen Grund sich über das Album zu beschweren. Jurek bewertete es mit dreieinhalb von fünf Sternen.

## Titelliste
1. Sworn to a Great Divide – 3:33
2. Exile – 3:49
3. Breeding Thorns – 3:55
4. Your Beloved Scapegoat – 3:58
5. The Pittsburgh Syndrome – 2:46
6. I, Vermin – 3:38
7. Light Discovering Darkness – 3:50
8. As the Sleeper Awakes – 4:18
9. Silent Bullet – 3:26
10. Sick Heart River – 4:12
11. 20 More Miles – 4:38
12. Martyr – 4:17 (Bonusstück der limitierten und der Japan-Editionen)
13. Sovereign – 4:26 (Bonusstück der limitierten und der Japan-Editionen)
14. Overclocked (Limitierte Edition)